# Fugloy és Svínoy egyházközség
Fugloy és Svínoy egyházközség (feröeriül: Fugloyar og Svínoyar sókna kommuna) egy megszűnt község (polgári egyházközség) Feröeren. Fugloy és Svínoy szigeteket foglalta magába.

## Történelem
A község 1913-ban jött létre Viðareiði, Fugloy és Svínoy egyházközség szétválásával.
1932-ben szétvált Kunoy egyházközségre és Svínoy egyházközségre, és ezzel megszűnt.

## Önkormányzat és közigazgatás

### Települések
| Település          | Mióta a község része | Előző község                             | Meddig a község része | Következő község | Megjegyzés |
| ------------------ | -------------------- | ---------------------------------------- | --------------------- | ---------------- | ---------- |
| Hattarvík          | 1913                 | Viðareiði, Fugloy és Svínoy egyházközség | 1932                  | Fugloy község    |            |
| Kirkja             | 1913                 | Viðareiði, Fugloy és Svínoy egyházközség | 1932                  | Fugloy község    |            |
| Svínoy (település) | 1913                 | Viðareiði, Fugloy és Svínoy egyházközség | 1932                  | Svínoy község    |            |